# Saihan

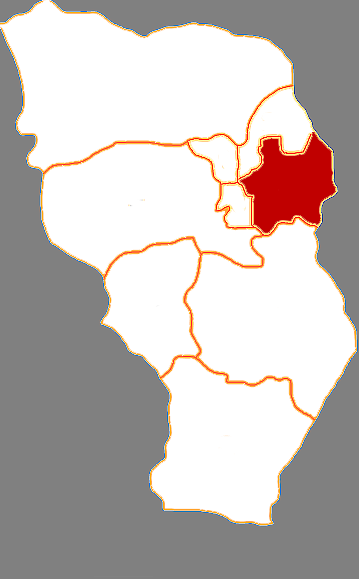
Lage Saihans in Hohhot

Der Stadtbezirk Saihan (chinesisch 赛罕区, Pinyin Sàihǎn Qū; mongolisch ᠰᠠᠶᠢᠬᠠᠨ ᠲᠣᠭᠣᠷᠢᠭ Sayiqan toɣoriɣ) gehört zum Verwaltungsgebiet der bezirksfreien Stadt Hohhot, der Hauptstadt des Autonomen Gebietes Innere Mongolei in der Volksrepublik China. Er hat eine Fläche von 1.013 km² und zählt ca. 360.000 Einwohner. 